# Andronikos Angelos
Andronikos Dukas Angelos (mittelgriechisch Ἀνδρόνικος Δούκας Ἄγγελος; † nach 12. Dezember 1185) war ein byzantinischer General und Diplomat unter den Kaisern Manuel I., Alexios II. und Andronikos I.

## Leben
Andronikos Dukas Angelos war ein Sohn des Admirals Konstantin Angelos und der Theodora Komnena, einer Tochter von Kaiser Alexios I. und Irene Dukaina. Er war somit ein Neffe Johannes’ II. und ein Cousin Manuels I. Andronikos hatte sechs Geschwister, darunter die Brüder Johannes und Alexios. Spätestens seit 1155 war er verheiratet mit Euphrosyne († 1195), Tochter (oder Nichte) des Theodoros Kastamonnites, mit der er sechs Söhne (Konstantin, Johannes, Alexios III., Theodoros, Andronikos, Isaak II.) und mindestens zwei Töchter (Theodora, Irene) hatte.
Unter Manuel I. trat Andronikos Angelos als kaiserlicher Botschafter im Königreich Jerusalem auf und diente als Militärführer in Kleinasien. 1176 war er an der Schlacht bei Myriokephalon beteiligt, in der das byzantinische Heer gegen den Seldschukensultan Kılıç Arslan II. eine folgenschwere Niederlage erlitt.
Als sich im Frühjahr 1182 Andronikos Komnenos anschickte, die lateinerfreundliche Regentschaft der Witwe Manuels I., Maria von Antiochia, und des Protosebastos Alexios Komnenos zu beenden, schloss sich Andronikos Angelos nach einer Niederlage seiner Truppen bei Charax in Bithynien dem Prätendenten an. Zusammen mit dem ebenfalls übergelaufenen Megas Dux Andronikos Kontostephanos ermöglichte er ihm den Einzug in Konstantinopel.
Andronikos I. entpuppte sich alsbald als brutaler Willkürherrscher, der sich nach der Machtergreifung umgehend der Beseitigung möglicher Rivalen widmete. Das gewaltsame Vorgehen gegen die führenden Aristokratenfamilien führte zu einer Serie von Aufständen ranghoher Militärs, die noch unter Manuel I. Karriere gemacht hatten. Im Frühjahr 1183 wurden Andronikos Angelos und Andronikos Kontostephanos beschuldigt, sich gegen den Kaiser verschworen zu haben. Während Kontostephanos gefasst und geblendet wurde, konnten Andronikos Angelos und seine Söhne nach Kleinasien fliehen (mit Ausnahme von Konstantin, der ebenfalls geblendet wurde). Isaak und Theodoros Angelos waren im Frühjahr 1184 zusammen mit Theodoros Kantakuzenos die führenden Köpfe der Rebellion in Nikaia und Prusa, die von Andronikos I. mit militärischer Gewalt niedergeschlagen wurde.